# Rajneeshpuram

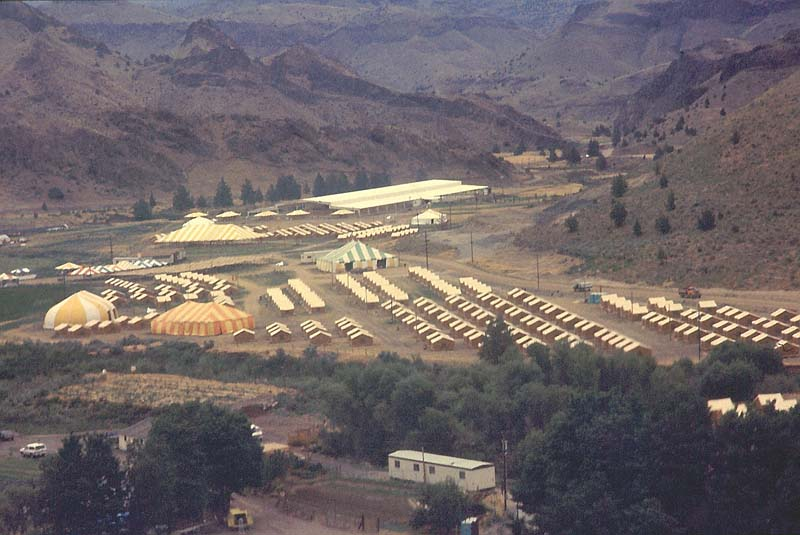
Một thành phố mới được thành lập ở Rajneeshpuram vào năm 1983

Rajneeshpuram là một cộng đồng có chủ đích mang tính tôn giáo ở Quận Wasco, Oregon, được hợp nhất thành thành phố từ năm 1981 đến năm 1988. Dân số của nó hoàn toàn bao gồm các Rajneeshees - tín đồ của vị thầy tâm linh Rajneesh, sau này được gọi là Osho. Công dân và các nhà lãnh đạo của cộng đồng này chịu trách nhiệm cho việc phát động các cuộc tấn công khủng bố sinh học Rajneeshee năm 1984, vụ tấn công khủng bố sinh học lớn nhất duy nhất ở Hoa Kỳ, cũng như âm mưu ám sát Rajneeshee năm 1985 được lên kế hoạch, trong kế hoạch đó có âm mưu ám sát Charles Turner, khi đó là Luật sư Hoa Kỳ cho Quận Oregon.

## Cộng đồng

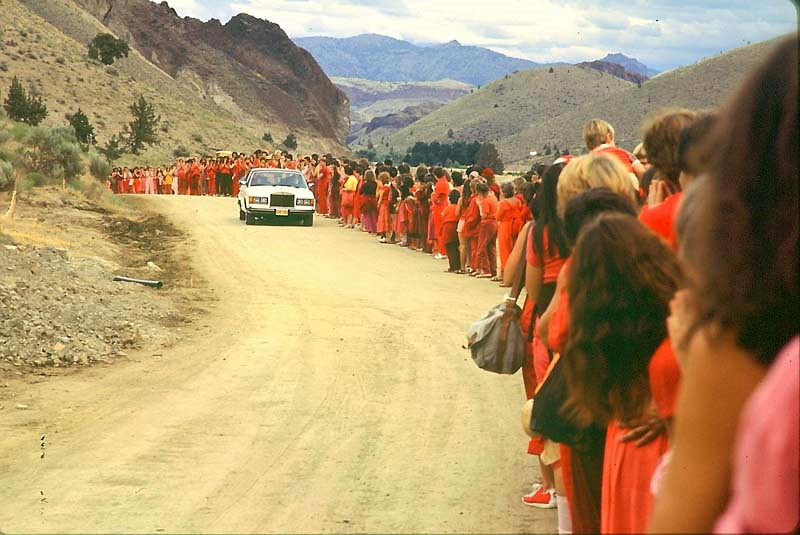
Rajneesh đang được những tín đồ chào đón trong những chuyến "lái xe" đi qua công xã hàng ngày của ông ở Rajneeshpuram. Thời gian chụp vào khoảng năm 1982.

Căng thẳng với công chúng và hành động trừng phạt bị đe dọa của chính quyền Ấn Độ ban đầu đã thúc đẩy những người sáng lập và lãnh đạo phong trào Rajneeshee, Bhagwan Shri Rajneesh và Ma Anand Sheela, rời Ấn Độ và bắt đầu một khu định cư tôn giáo mới ở Hoa Kỳ. Các cuộc thảo luận về khu định cư mới này bắt đầu từ năm 1980, nhưng Rajneesh đã không đồng ý chuyển đến cho đến tháng 5 năm 1981, khi ông đến Hoa Kỳ bằng thị thực du lịch, bề ngoài là vì mục đích chữa bệnh. Rajneeshpuram ngay từ đầu đã được lên kế hoạch như một ngôi nhà cho những môn đồ của Rajneesh tại Hoa Kỳ, hầu hết họ được yêu cầu bán tất cả đồ đạc của họ trước khi chuyển đến đây. Quyết định đăng ký Rajneeshpuram là một thị trấn được đưa ra chủ yếu để Rajneesh có thể quản lý những môn đồ của mình mà không thu hút sự chú ý từ chính quyền.
Rajneeshpuram nằm trên một mảnh đất rộng  64.229 mẫu Anh (25.993 ha) ở trung tâm Oregon được biết đến với tên gọi Trang trại Big Muddy, gần Antelope, Oregon, được chồng của Sheela, John Shelfer, mua vào năm 1981 với giá 5,75 triệu đô la, (18,5 triệu đô la ngày nay ). Trong vòng một năm sau khi đến nơi này, các nhà lãnh đạo của cộng đồng đã bị lôi kéo vào một loạt các cuộc chiến pháp lý với những người láng giềng của họ, chủ yếu là về việc sử dụng đất. Ban đầu họ tuyên bố rằng họ đang có kế hoạch tạo ra một cộng đồng nông nghiệp nhỏ, đất đai của họ được khoanh vùng để sử dụng cho nông nghiệp, nhưng rõ ràng là họ muốn thiết lập loại cơ sở hạ tầng và dịch vụ tương ứng với một thị trấn.
Trong vòng ba năm, những người theo chủ nghĩa tân sannyasin (những môn đồ của Rajneesh, cũng được gọi là Rajneeshees trong các bài báo cùng thời) đã phát triển một cộng đồng, biến trang trại này từ một khu đất trống ở nông thôn thành một thành phố có tới 7.000 người, hoàn chỉnh với cơ sở hạ tầng đô thị điển hình như là: một sở cứu hỏa, cảnh sát, nhà hàng, trung tâm thương mại, nhà phố, đường băng dài 4.200 foot (1.300 m), hệ thống giao thông công cộng sử dụng xe buýt, nhà máy cải tạo nước thải, hồ chứa, và bưu điện có mã ZIP 97741. Người ta cho rằng dân số thực tế của cộng đồng trong thời gian này có khả năng cao hơn nhiều so với những gì họ tuyên bố, và các tân sannyasin có thể đã đi xa đến mức giấu giường và công dân trong quá trình điều tra. Các xung đột pháp lý khác nhau, chủ yếu về việc sử dụng đất, đã leo thang và dẫn đến sự thù địch gay gắt giữa cộng đồng và cư dân địa phương, và cộng đồng phải chịu áp lực bị phản đối một cách liên tục và phối hợp từ các liên minh khác nhau của cư dân Oregon trong suốt thời gian tồn tại của nó.